# اداویهالی
اداویهالی (به انگلیسی: Adavihalli) یک روستا در هند است که در کارناتاکا واقع شده‌است.